# Estación de Invalides (Metro de París)
Invalides (en español: Los Inválidos) es una estación de las líneas 8 y 13 del metro de París, situada en el 7º distrito junto al río Sena.
Ofrece una conexión con la línea C de la red de cercanías. 

## Historia
La estación de metro abrió al público el 24 de diciembre de 1913 como parte de la línea 8 una vez concluidas las obras que permitieron superar el río Sena dirigiéndose hacia la estación de Opéra.
Los andenes de la línea 13, por su parte, abrieron el 30 de diciembre de 1923 como parte de la línea 10, que el 27 de julio de 1937 pasó a formar parte de la antigua línea 14 para finalmente integrarse la actual línea 13 el 9 de noviembre de 1976.
Sirvió como lugar de pruebas del pasillo rodante acelerado (TRAX) que se ha instalado en Montparnasse - Bienvenüe.

## Descripción

### Estación de la línea 8
Se compone de dos vías y de dos andenes laterales de 75 metros de longitud.
Está diseñada en bóveda elíptica revestida completamente de los clásicos azulejos blancos biselados del metro parisino.
La iluminación es de estilo Motte y se realiza con lámparas resguardadas en estructuras rectangulares de color azul que sobrevuelan la totalidad de los andenes no muy lejos de las vías.
La señalización por su parte usa la moderna tipografía Parisine donde el nombre de la estación aparece en letras blancas sobre un panel metálico de color azul. Por último los asientos, que también son de estilo Motte, combinan una larga y estrecha hilera de cemento revestida de azulejos azules que sirve de banco improvisado con algunos asientos individualizados del mismo color que se sitúan sobre dicha estructura.  

### Estación de la línea 13

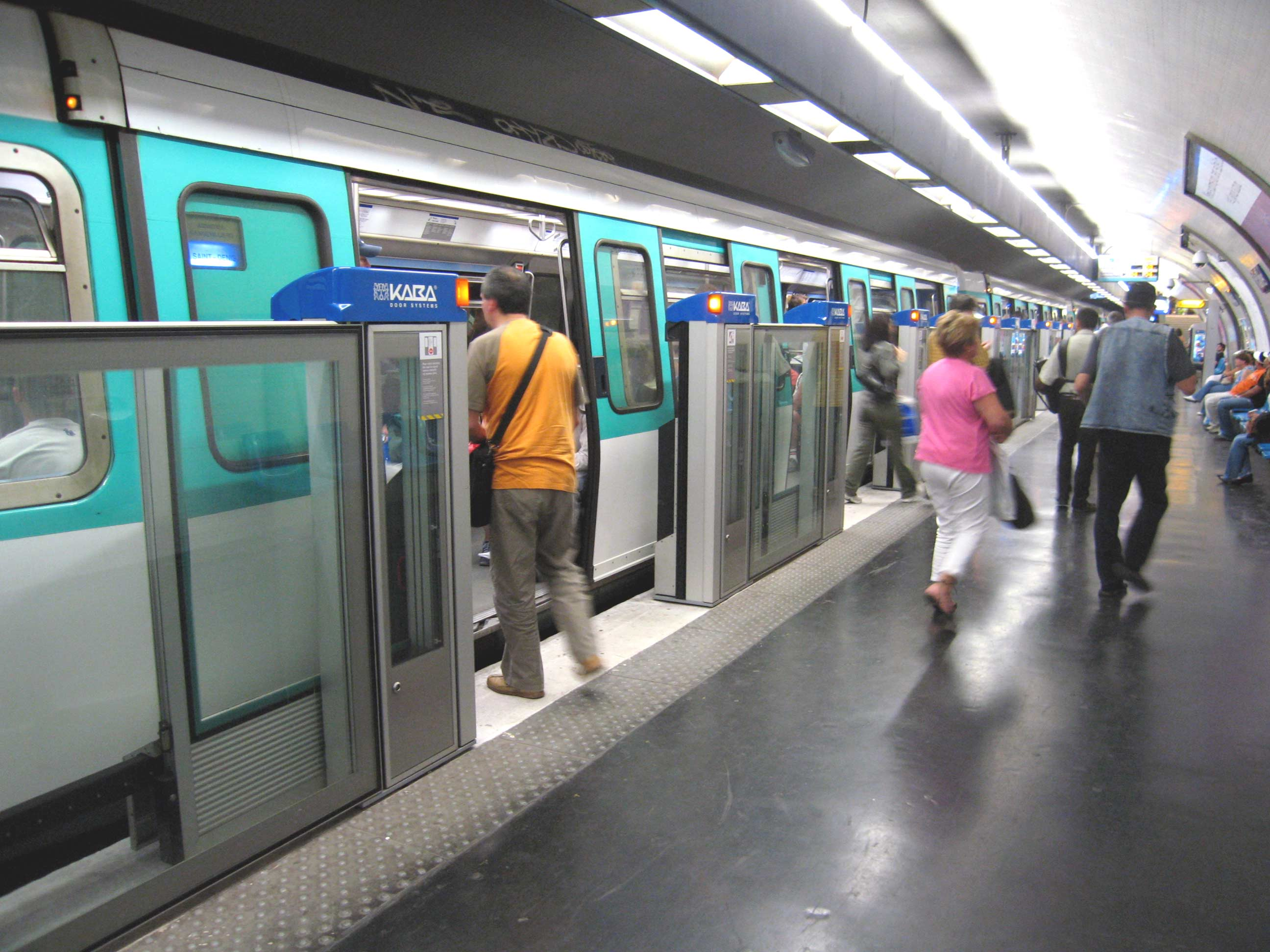
Las puertas de andén que se probaron durante el año 2006.

Se compone de dos bóvedas. En una de ellas hay un andén central con una vía a cada lado, y en la otra hay una única vía y su correspondiente andén. Esta disposición particular se debe a que la estación fue durante un tiempo el terminal norte de la antigua línea 14, por ello una de las vías, hoy en desuso, se corresponde con el bucle de retorno existente bajo la explanada de los Inválidos.
La estación está totalmente revestida por azulejos de tipo Miromesnil. 
La iluminación es de estilo Motte y se realiza con lámparas resguardadas en estructuras rectangulares de color azul que sobrevuelan la totalidad de los andenes no muy lejos de las vías. 
La señalización por su parte usa la moderna tipografía Parisine donde el nombre de la estación aparece en letras blancas sobre un panel metálico de color azul. Por último, los asientos ubicados sobre isletas rectangular en el andén central de la estación, son azules, individualizados y de tipo Motte. 
Unas puertas de andén modelo KABA, fueron probadas durante el año 2006 y posteriormente retiradas.
Sobre el andén se han añadido flechas y marcas de color amarillo que pretenden facilitar la salida y la entrada de los viajeros a los trenes 